# Faireez
Faireez è una serie animata australiana di origini canadesi prodotta dalla Faireez Productions nel 2005 e distribuita dalla Funbag Animation Studios; consiste 52 episodi in 12 minuti ed è realizzata in animazione flash.

## Trama
Benny, Tucker, Gabby e Polly sono quattro folletti del mare che frequentano la Scuola di magia della città di Faireezia, dove tutto è fantastico, fino a quando Jumpalina, un folletto malvagio che desidera prendere il controllo della città, porta il caos nella città. I nostri quattro folletti però, riescono sempre a mettere le cose a posto.

## Personaggi e doppiatori
| Personaggio      | Doppiatore italiano |
| ---------------- | ------------------- |
| Tucker           | Monica Bonetto      |
| Benny            | Patrizia Mottola    |
| Gabby            | Tosawi Piovani      |
| Polly            | Giovanna Papandrea  |
| Maestro Higgeldy | Riccardo Rovatti    |